# GDDR4
GDDR4 SDRAM, uma abreviatura de Graphics Double Data Rate 4 Synchronous Dynamic Random-Access Memory, é um tipo de memória de placa gráfica (SGRAM) especificada pelo JEDEC Semiconductor Memory Standard. É um meio rival do XDR DRAM da Rambus. GDDR4 é baseado na tecnologia DDR3 SDRAM e tinha como objetivo substituir o GDDR3 baseado em DDR2, mas acabou sendo substituído pelo GDDR5 dentro de um ano.

## Histórico
- Em 26 de outubro de 2005, a Samsung anunciou que desenvolveu a primeira memória GDDR4, um chip  de 256 Mbit rodando a 2,5 Gbit/s. A Samsung também revelou planos para testar e produzir em massa SDRAM GDDR4 com taxa de 2,8 Gbit/s por pino.[3]
- Em 2005, a Hynix desenvolveu o primeiro chip de memória GDDR4 de 512 Mbits.[4]
- Em 14 de fevereiro de 2006, a Samsung anunciou o desenvolvimento de SDRAM GDDR4 de 32 bits e 512 Mbits capaz de transferir 3,2 Gbit/s por pino, ou 12,8 GB/s para o módulo.
- Em 5 de julho de 2006, a Samsung anunciou a produção em massa de SDRAM GDDR4 de 32 bits e 512 Mbits avaliada em 2,4 Gbit/s por pino, ou 9,6 GB/s para o módulo. Embora projetado para corresponder ao desempenho da DRAM XDR em memória com alta contagem de pinos, ele não seria capaz de igualar o desempenho XDR em designs com baixa contagem de pinos.[5]
- Em 9 de fevereiro de 2007, a Samsung anunciou a produção em massa de SDRAM GDDR4 de 32 bits e 512 Mbits, avaliada em 2,8 Gbit/s por pino ou 11,2 GB/s por módulo. Este módulo foi usado para algumas placas AMD.[6]
- Em 23 de fevereiro de 2007, a Samsung anunciou SDRAM GDDR4 de 32 bits e 512 Mbits avaliada em 4,0 Gbit/s por pino ou 16 GB/s para o módulo e espera que a memória apareça em placas gráficas disponíveis comercialmente até o final do ano de 2007.[7]

## Tecnologias
GDDR4 SDRAM introduziu DBI (Data Bus Inversion) e Multi-Preamble para reduzir o atraso na transmissão de dados. A pré-busca foi aumentada de 4 para 8 bits. O número máximo de bancos de memória para GDDR4 foi aumentado para 8. Para atingir a mesma largura de banda da SDRAM GDDR3, o núcleo GDDR4 funciona com metade do desempenho de um núcleo GDDR3 com a mesma largura de banda bruta. A tensão do núcleo foi reduzida para 1,5 V.
A inversão do barramento de dados adiciona um pino DBI# ativo-baixo adicional ao barramento de endereço/comando e a cada byte de dados. Se houver mais de quatro bits 0 no byte de dados, o byte é invertido e o sinal DBI# é transmitido em nível baixo. Desta forma, o número de bits 0 em todos os nove pinos é limitado a quatro.:9 Isso reduz o consumo de energia e o ground bounce.
Na frente de sinalização, o GDDR4 expande o buffer de E/S do chip para 8 bits por dois ciclos, permitindo maior largura de banda sustentada durante a transmissão em rajada, mas às custas de um aumento significativo da latência CAS (CL), determinada principalmente pela contagem duplamente reduzida de os pinos de endereço/comando e células DRAM de meia freqüência, em comparação com GDDR3. O número de pinos de endereçamento foi reduzido à metade do núcleo GDDR3 e foram usados para alimentação e aterramento, o que também aumenta a latência. Outra vantagem do GDDR4 é a eficiência energética: rodando a 2,4 Gbit/s, ele usa 45% menos energia quando comparado aos chips GDDR3 rodando a 2,0 Gbit/s.
Na folha de dados GDDR4 SDRAM da Samsung, ele era referido como 'GDDR4 SGRAM' ou 'Graphics Double Data Rate versão 4 Synchronous Graphics RAM'. No entanto, o recurso essencial de gravação em bloco não está disponível, portanto não é classificado como SGRAM.

## Adoção
O fabricante de memória de vídeo Qimonda (anteriormente divisão de produtos de memória da Infineon) afirmou que "pulará" o desenvolvimento do GDDR4 e passará diretamente para o GDDR5.